# Gooimeer
Gooimeer – jezioro w Holandii, w prowincji Holandia Północna. Mieści się pomiędzy miastami Weesp a Almere. Przy wschodnim brzegu jeziora biegnie autostrada A27. Jest połączone z jeziorem Eemmeer.